# 奉天同善堂
奉天同善堂，其旧址位于辽宁省沈阳市沈河区，是近代中国东北地区规模最大的慈善机构。

## 历史沿革
清光绪八年(1882年)，太子河、浑河泛滥，沈阳贫民流离失所，奉天总兵总兵左宝贵汇集奉天社会志同道合之士，相继设立惜字局、义学馆、栖流所、施粥厂以及育婴堂等五个部门，成为了奉天同善堂的雏型。清光绪二十一年(1895年)，左宝贵在甲午战争中阵亡。次年，盛京将军依克唐阿将左宝贵生前创建的各种慈善机构酌量变通、统归一处，合称“奉天同善堂”，取义“万善同归”。